# Pont de l'Assut de l'Or
Il Pont de l'Assut de l'Or è un ponte strallato progettato dall'architetto valenciano Santiago Calatrava che attraversa il Jardín del Turia e si trova nel complesso della Ciutat de les Arts i les Ciències, tra il Museu de les Ciències Príncipe Felipe e l'Ágora.
Il ponte è lungo 180 metri e largo 34 metri e ha un pilone alto 125 metri che rappresenta il punto più alto della città.